# Guard Young
Guard Young (State College, 3 de junho de 1977) é um ex-ginasta norte-americano que competiu em provas de ginástica artística.
Guard fez parte da equipe olímpica norte-americana que disputou os Jogos Olímpicos de Atenas, em 2004. Neles, ao lado de Morgan Hamm, Paul Hamm, Jason Gatson, Brett McClure e Blaine Wilson, encerrou medalhista de prata na prova coletiva, superado pela equipe do Japão. Individualmente, só atingiu nota para a 50ª colocação geral.